# Oldtimer-Museum Volante

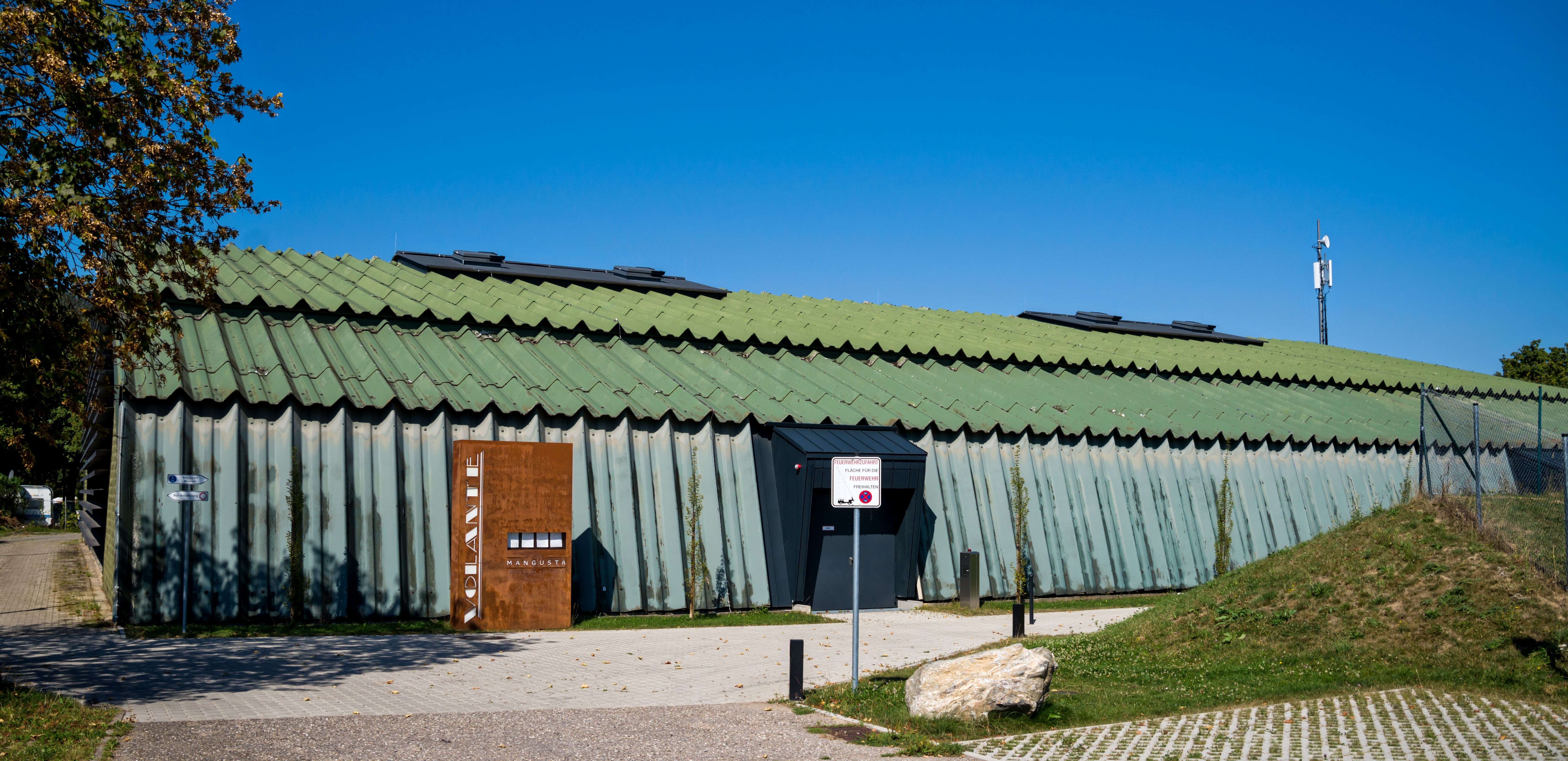
Außenansicht

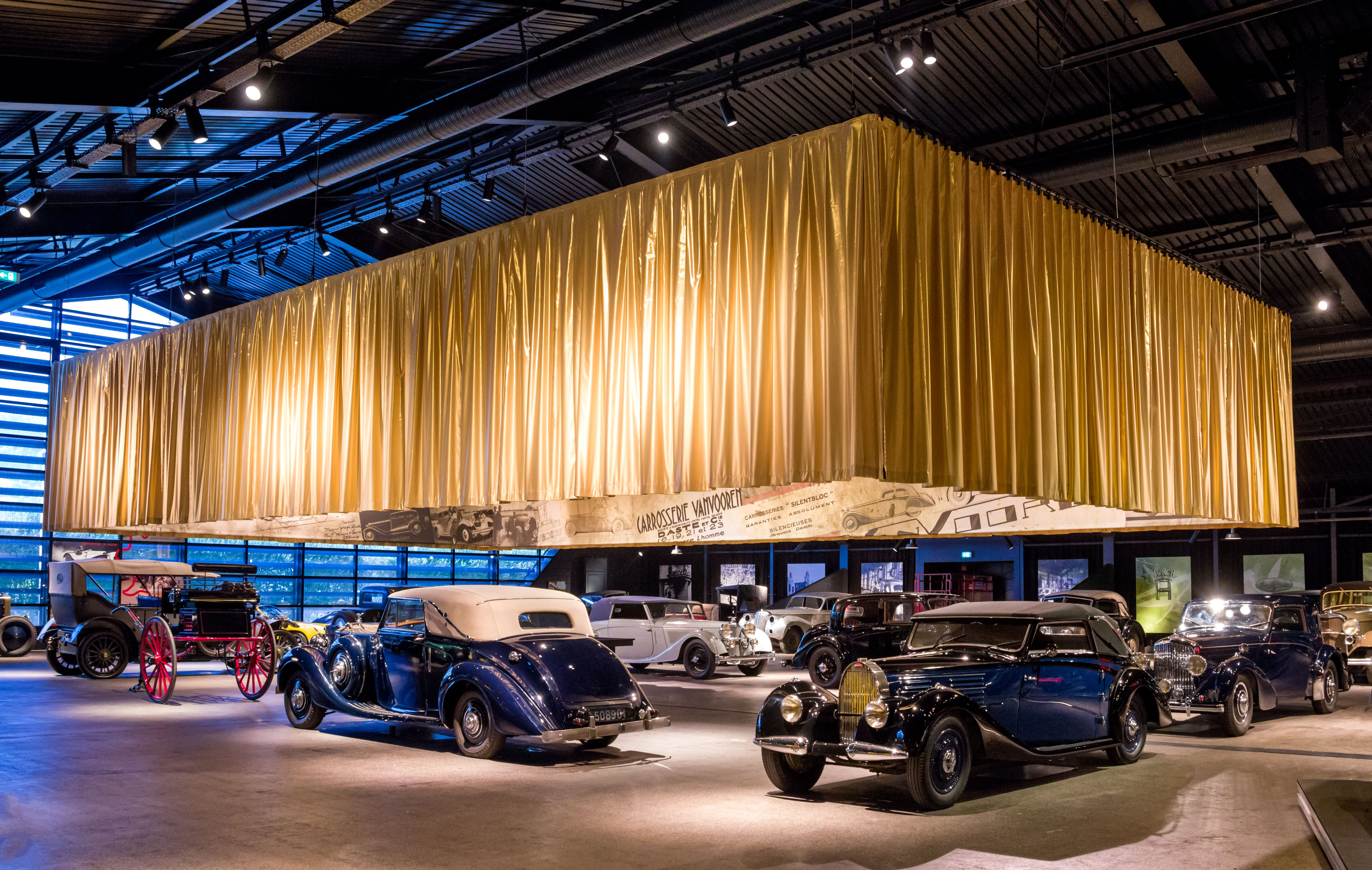
Innenansicht mit Blick auf die Vanvooren

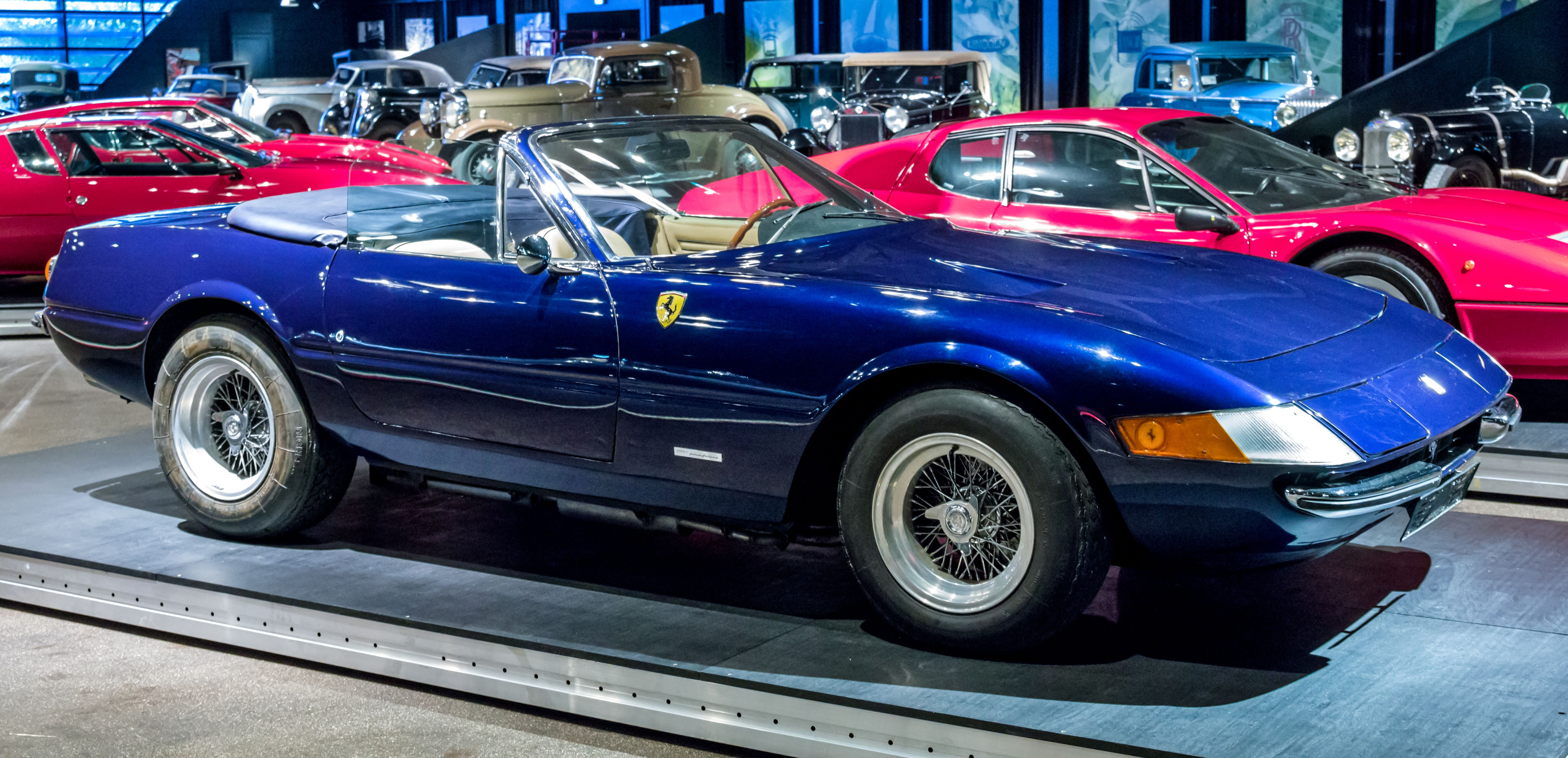
Ferrari 365 GTB-4 Daytona

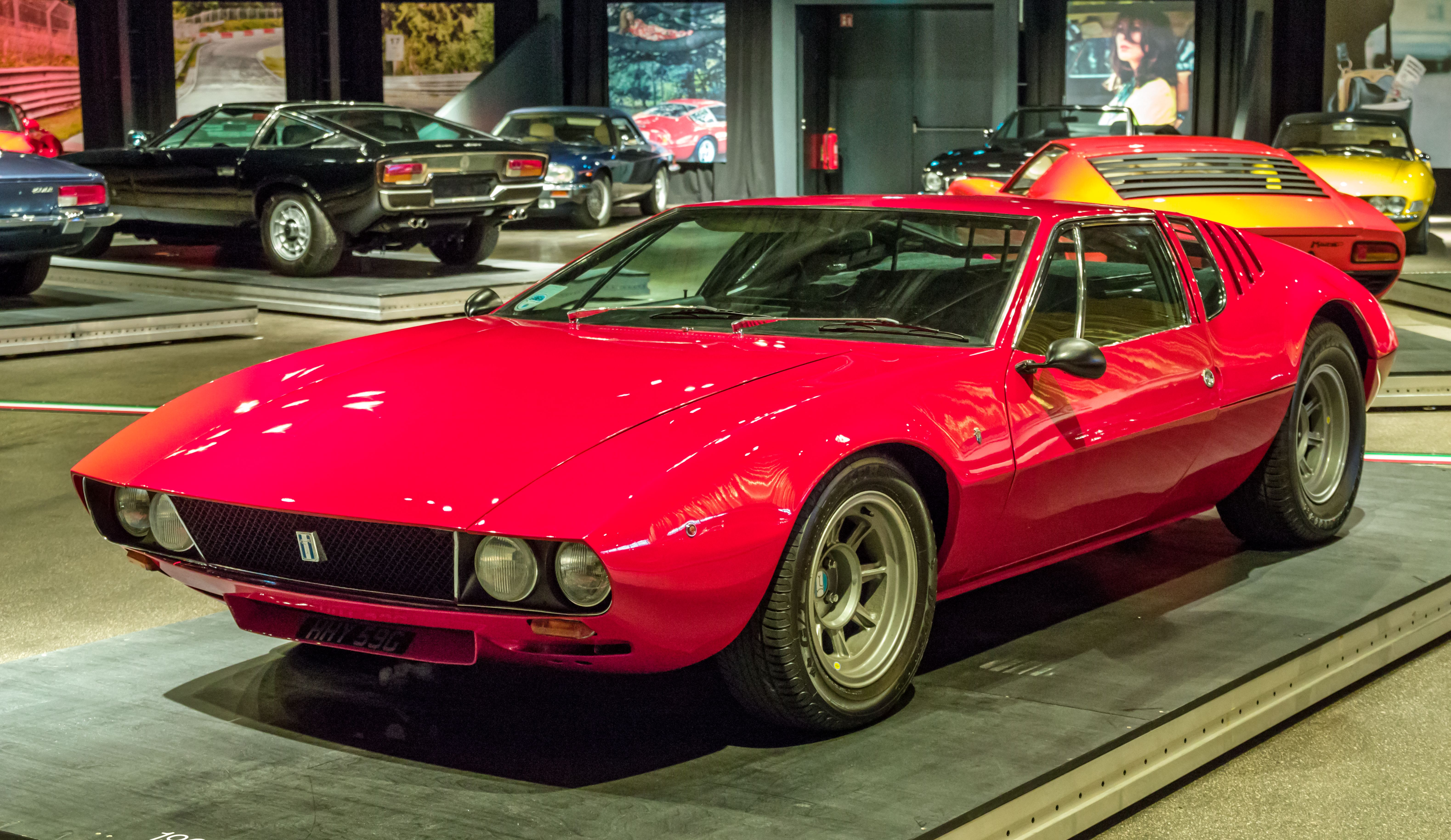
De Tomaso Mangusta

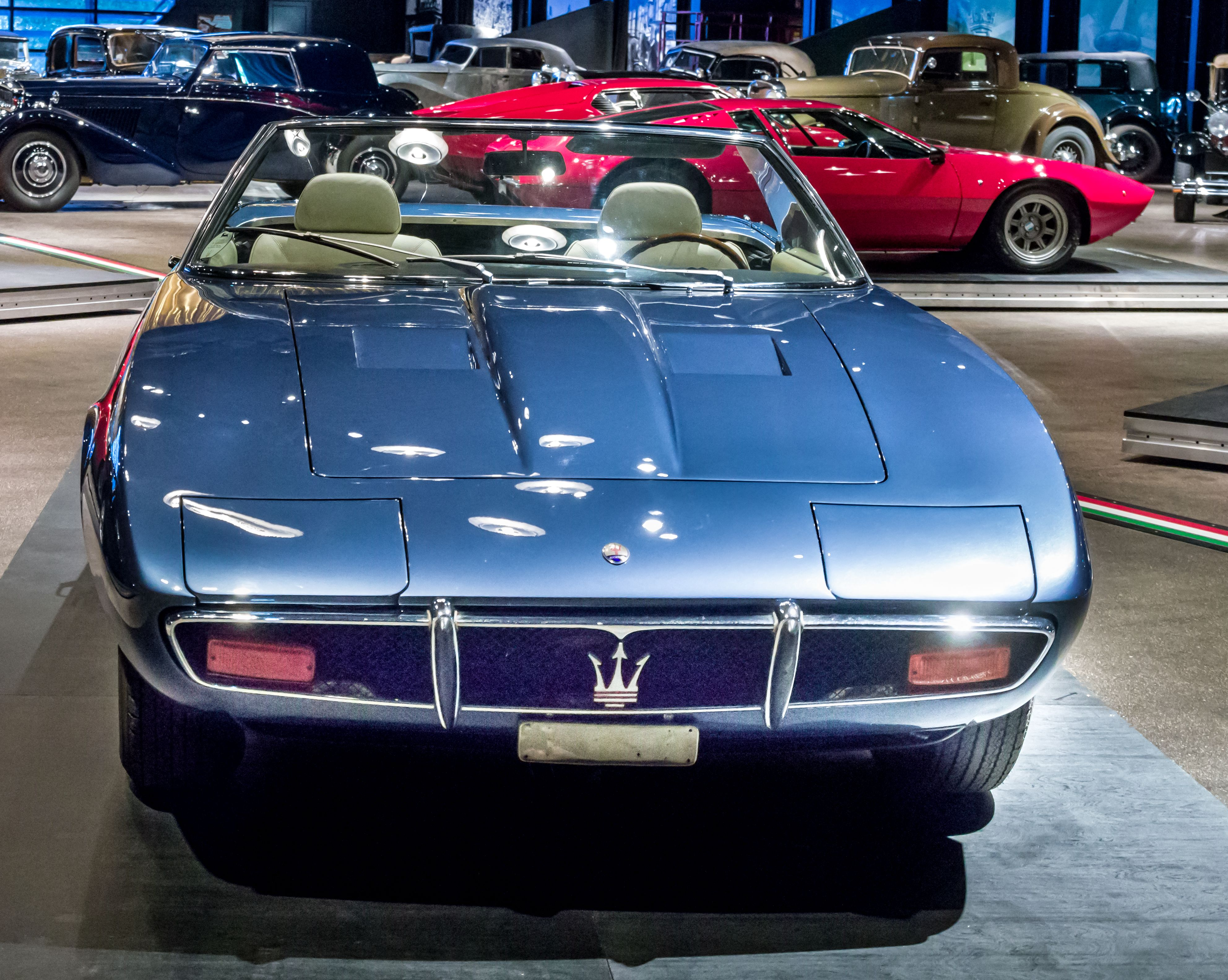
Maserati Ghibli Spyder

Das Oldtimer-Museum Volante war ein privates Automuseum in Kirchzarten, das gleichzeitig auch als Eventlocation betrieben wurde. Es bestand genau fünf Jahre lang, vom 1. Oktober 2015 bis zum 1. Oktober 2020. Nach der im Zuge der Covid-19-Pandemie staatlich verfügten Schließung im März 2020 wurde die Halle im Oktober 2020 an die Black Forest Studios, eine ortsansässige Filmproduktionsfirma, verkauft.

## Die Sammlung
Der Name der Sammlung kommt vom italienischen Begriff für Lenkrad = Volante. In der Sammlung wurden Fahrzeuge speziell aus der Vorkriegszeit gezeigt. Der Schwerpunkt lag auf Luxusfahrzeugen, die vom französischen Karosseriebauer Vanvooren in der Zeit von 1900 bis 1950 gefertigt wurden. Diese waren oftmals Einzelstücke, die auf Antriebstechnik und Fahrgestellen von Hispano-Suiza, Rolls-Royce, Bugatti, Voisin und anderen basierten. Mit neun Fahrzeugen war dies die größte Sammlung dieser Autos weltweit. Neben diesem Spezialgebiet kamen weitere Oldtimer aus dieser und aus der Nachkriegszeit hinzu. Bei diesen Exponaten befanden sich ebenfalls viele Einzelstücke. Es wurden bis zu 45 Fahrzeuge ausgestellt, von denen 12 ausschließlich in Kirchzarten zu sehen waren. Anfangs waren auch einige Leihgaben anderer Besitzer zu sehen, später bestand die Ausstellung ausschließlich aus Fahrzeugen des Betreibers. Die Exponate in der Sammlung waren alle, bis auf den Bugatti 35A und den Brennabor ASK, fahrbereit und wurden noch regelmäßig bewegt. Für die Sammlung wurde die alte Tennishalle von Kirchzarten umgebaut, die nicht mehr genutzt wurde. Dieser Umbau fand von 2014 bis 2015 statt, so dass eine circa 2000 m² große Ausstellungsfläche zur Verfügung stand. In dem Gebäude war das Restaurant Mangusta – benannt nach dem De Tomaso Mangusta – mit einem Konferenzbereich auch thematisch integriert. So konnte man von dem Restaurant durch eine große Scheibe direkt auf die Exponate sehen.
Neben der Ausstellung der Klassiker wurde jedes Jahr ein Spezialthema behandelt, im Jahr 2015/2016 war das „Supersportwagen der 1960er und 1970er Jahre“.
Ein weiterer Schwerpunkt war der thematische Bezug zur längsten und kurvenreichsten Bergrennstrecke Deutschlands dem ADAC-Schauinsland-Rennen, welches in der Nähe ausgetragen wurde, mit Fahrzeugen wie einem umgebauten Delahaye Type 135 MS Course.
Die treibende Kraft hinter dieser Sammlung ist Martin Waltz, Geschäftsführer des Volantes und ehemaliger Präsident des Deutschen Automobil-Veteranen-Clubs Südbaden. Der gelernte Humanmediziner und Steinbildhauer ist Miteigentümer eines mittelständischen Betriebs in Nordrhein-Westfalen. Er stellte den Großteil Exponate aus seinem Privatbesitz.
Bei der Sonderausstellung „Supersportwagen der 1960er und 1970er Jahre“ waren die folgenden Fahrzeuge zu sehen:
- 1967 Ferrari 365 GT 2+2
- 1967 Lamborghini Miura P400 Lightweight
- 1969 De Tomaso Mangusta
- 1969 Ferrari 365 GTS/4 Daytona Spider europäische Variante, Erstbesitzer waren Carlo Ponti / Sophia Loren, danach David Gilmour, Sänger und Gitarrist der Gruppe Pink Floyd
- 1970 Fiat Dino 2400 Spider
- 1970 Lamborghini Countach LP 400 S
- 1970 Maserati Ghibli Spyder, dieser spezielle Wagen wurde zum Drogentransport genutzt.
- 1971 De Tomaso Pantera Serie 1
- 1976 Ferrari Dino 308 GT4 S2
- 1977 Maserati Khamsin
- 1979 Lamborghini Urraco P300
- 1980 BMW M1
- 1982 Ferrari 512 BBi
- 1984 Ferrari 308 GTS Quattrovalvole
- 1986 Aston Martin V8 Volante S2
- 1986 Ferrari 412
- 1988 Porsche 959

## Eventlocation
Im Jahr 2017 wurde die ehemalige Tennishalle umgestaltet zur Eventlocation. Als Veranstaltungsraum wurde die Halle für Events, Ausstellungen und Präsentationen mit bis zu 800 Personen genutzt.
Für Besichtigungen der Sammlung wurden Gruppenführungen angeboten.

## Besondere Exponate
Der Bugatti 35A von 1926, mit der Motornummer 1. Die Erstbesitzerin war die Prinzessin de Ligne. Das Fahrzeug nahm an vielen Rennen teil und stand lange im Automuseum von Indianapolis. Es ist einer der Grand Prix Bugattis, der noch am nächsten am Originalzustand ist. Es wird nur noch ausgestellt und ist nicht fahrbereit.

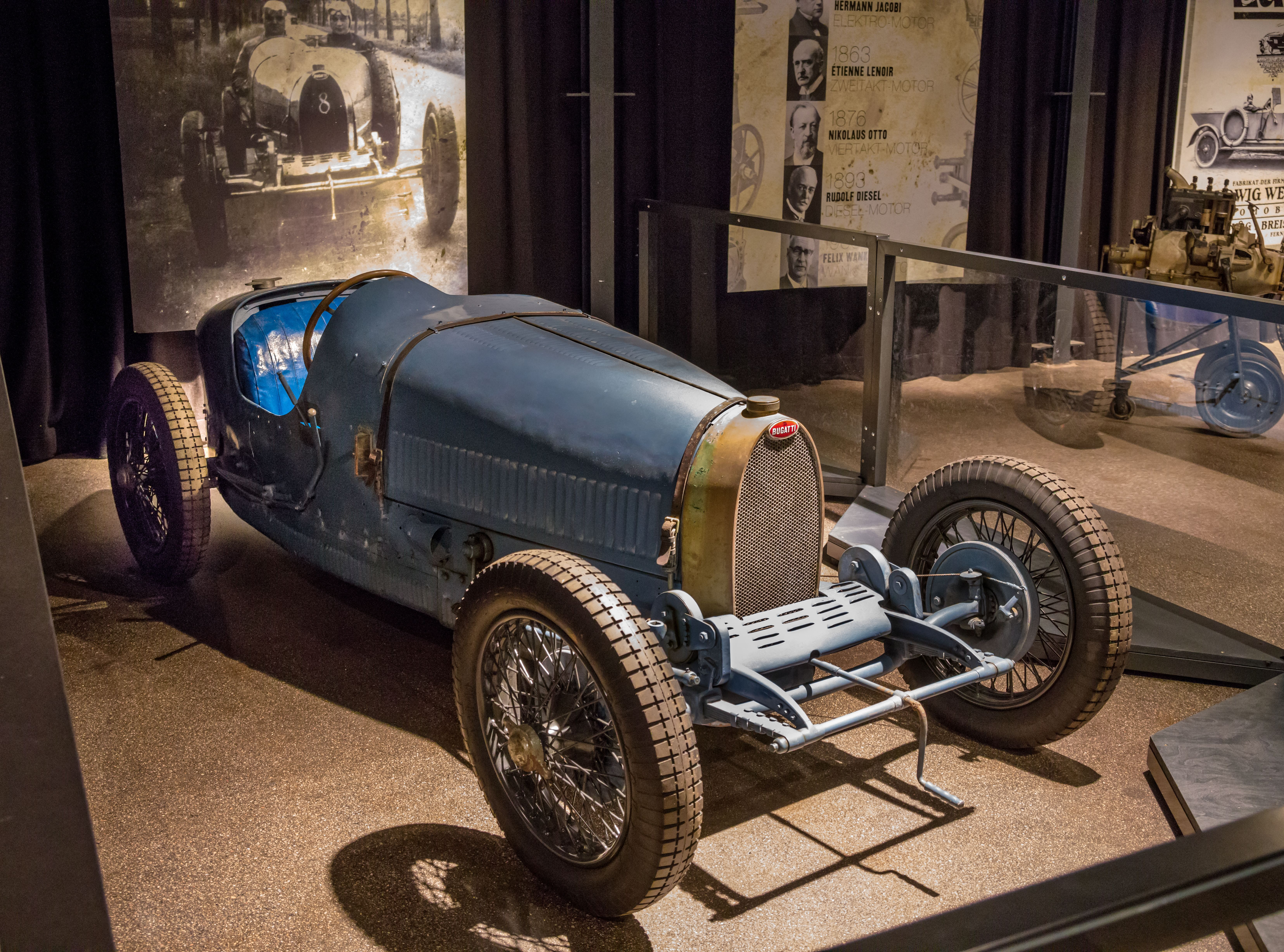
Bugatti Type 35A von 1926 Motornummer 1

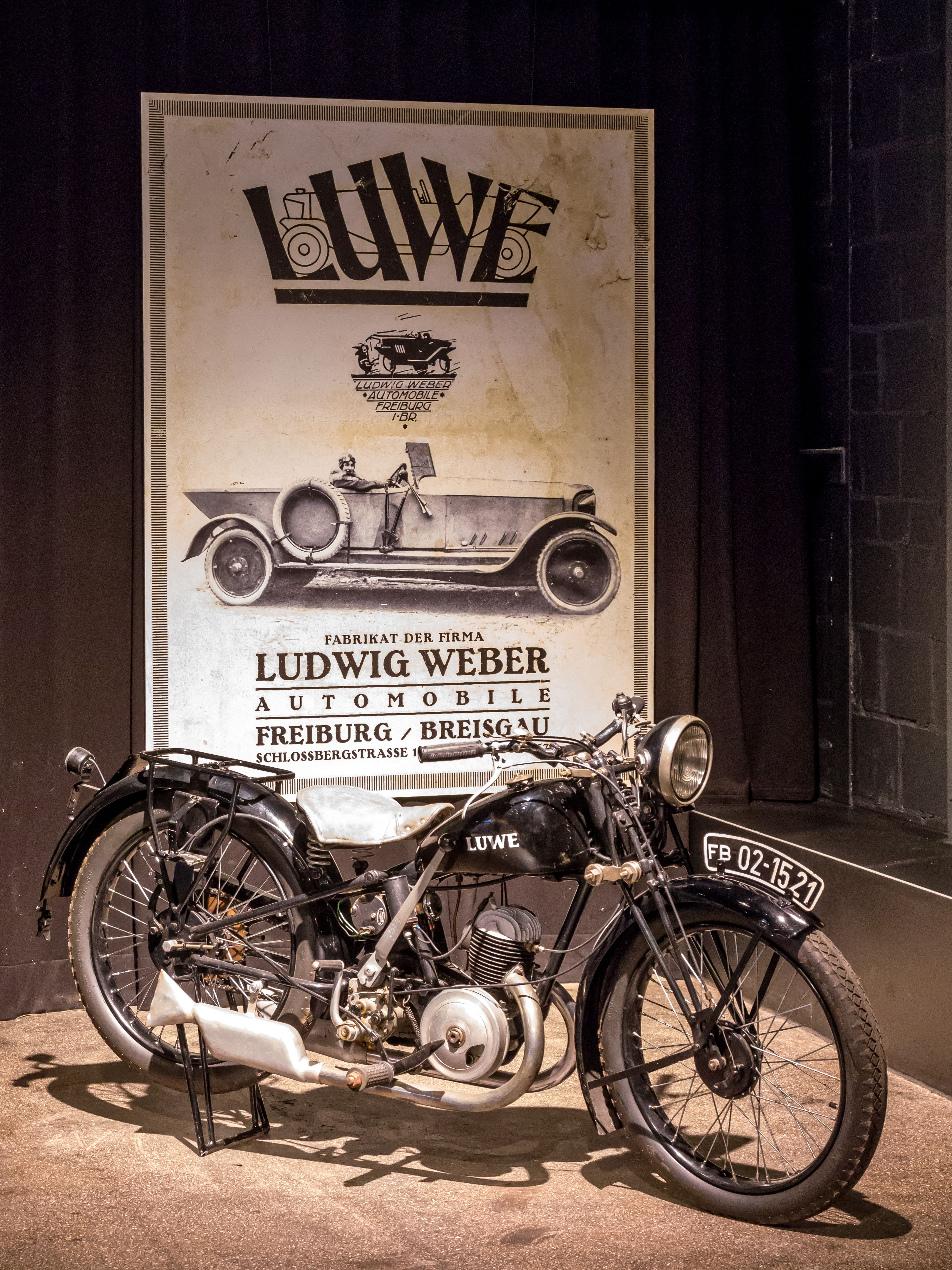
LuWe Motorrad von 1931

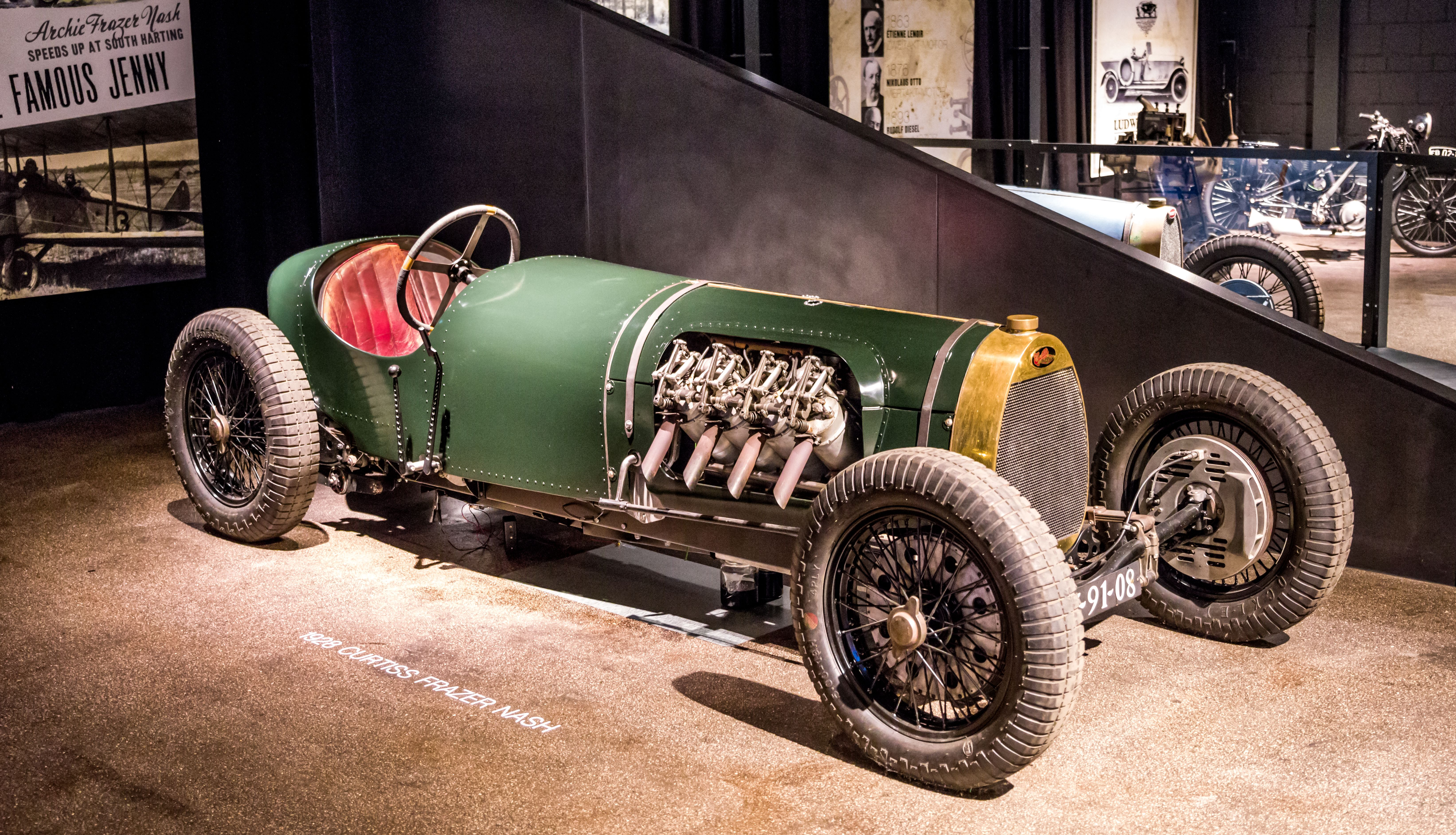
Curtiss Frazer Nash

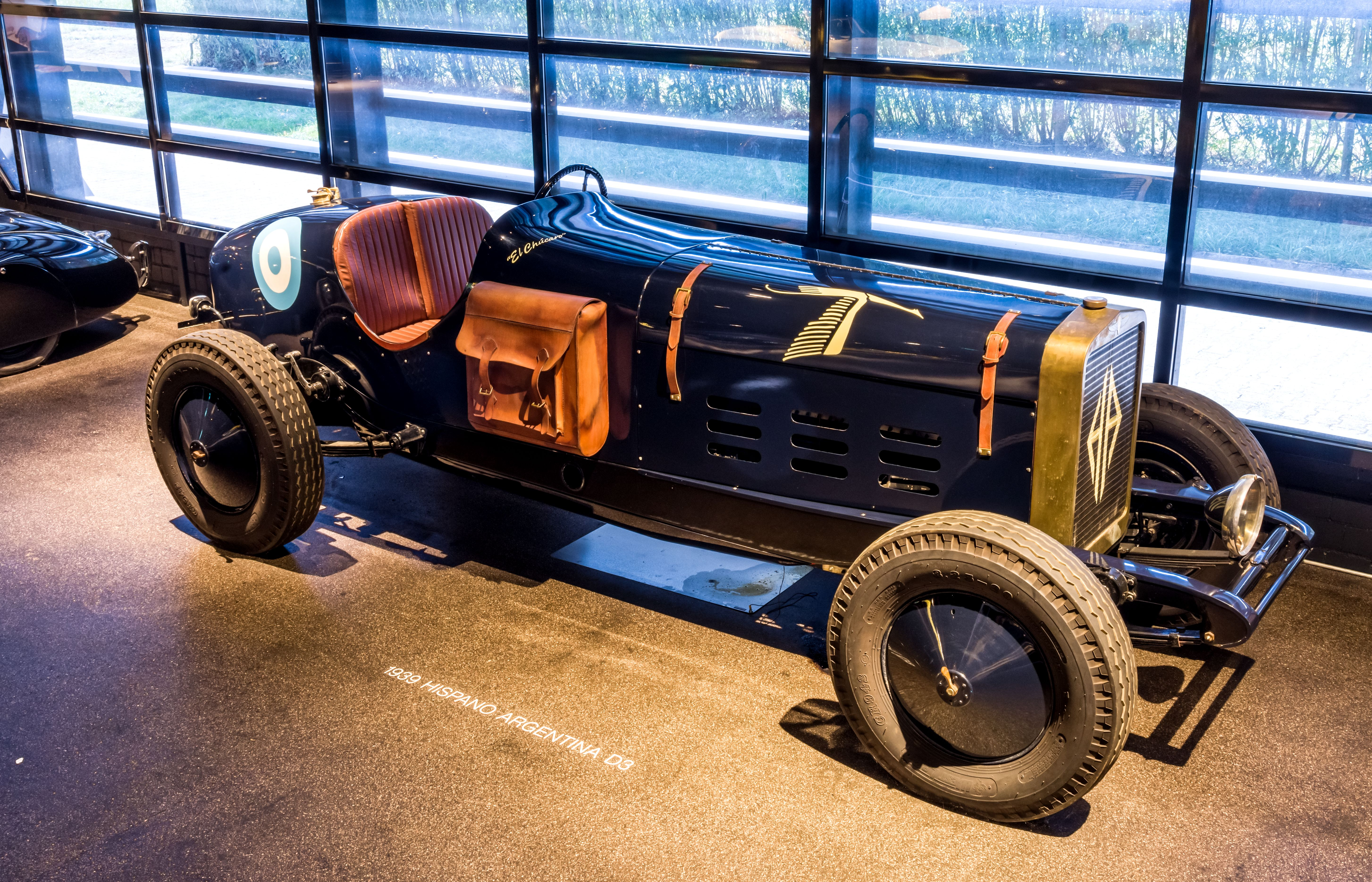
Hispano-Argentina D3

Darüber hinaus hatte das Museum eine Sammlung von neun Fahrzeugen mit Vanvooren-Karosserien, von denen sieben Einzelstücke waren, die auf Kundenwunsch gefertigt wurden. Diese Fahrzeuge wurden am 9. Februar 2018 auf einer Auktion von Artcurial anlässlich der Rétromobile in Paris angeboten. Der Online-Auktionskatalog des Anbieters nennt in Einzelfällen leicht abweichende Schätzpreise.
- etwa 1898 Gig Vanvooren, eine leichte Einspänner-Kutsche mit einem Schätzpreis von 15.000 bis 25.000 Euro
- 1911 Panhard Levassor X14 25hp Tourer Vanvooren, die älteste bekannte in Funktion befindliche Vanvooren-Karosserie, Estimate 180.000–260.000 Euro
- 1928 Avions Voisin C11 Berline, der einzig erhaltene Wagen dieser Marke mit Vanvooren-Karosserie, Estimate 120.000–180.000 Euro
- 1935 Alvis Speed 20 SD Cabriolet Vanvooren, der einzig erhaltene Wagen dieser Marke mit Vanvooren-Karosserie, Estimate 200.000–300.000 Euro
- 1937 Hispano-Suiza K 6 Berline Vanvooren, der Wagen von Raoul Dautry, dem französischen Kriegsminister im Jahre 1939, Estimate 180.000–260.000 Euro
- 1938 Bentley 4.25 Liter Coupé Vanvooren, der Wagen von Mlle. Lucie Vogt, einer Industriellentochter aus dem Elsass, Estimate 300.000–400.000 Euro
- 1939 Bugatti Type 57 Cabriolet Vanvooren, im Zweiten Weltkrieg von der Deutschen Wehrmacht als Offiziersfunkwagen eingesetzt, Estimate 700.000–900.000 Euro
- 1939 Rolls-Royce Wraith Faux Cabriolet Vanvooren, der letzte von Vanvooren gebaute Wagen vor dem Zweiten Weltkrieg, Estimate 120.000–180.000 Euro
- 1950 Delahaye Type 135 M Coupé Vanvooren. Teilnahme am Pebble Beach Concours d’Elegance 2016. Dies ist das letzte von Vanvooren gebaute Automobil, Estimate 250.000–350.000 Euro.

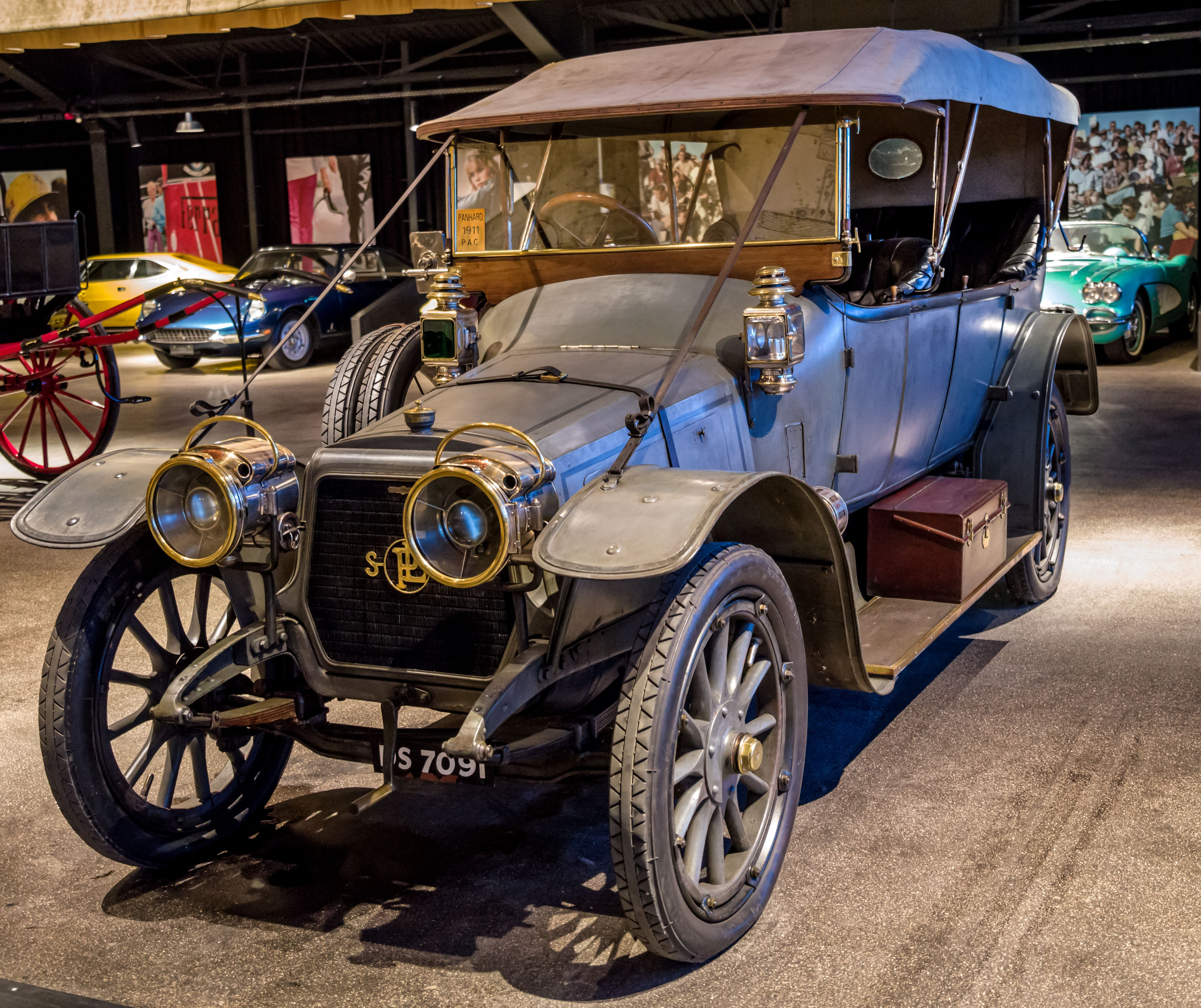
Panhard Levassor X14 (1911)
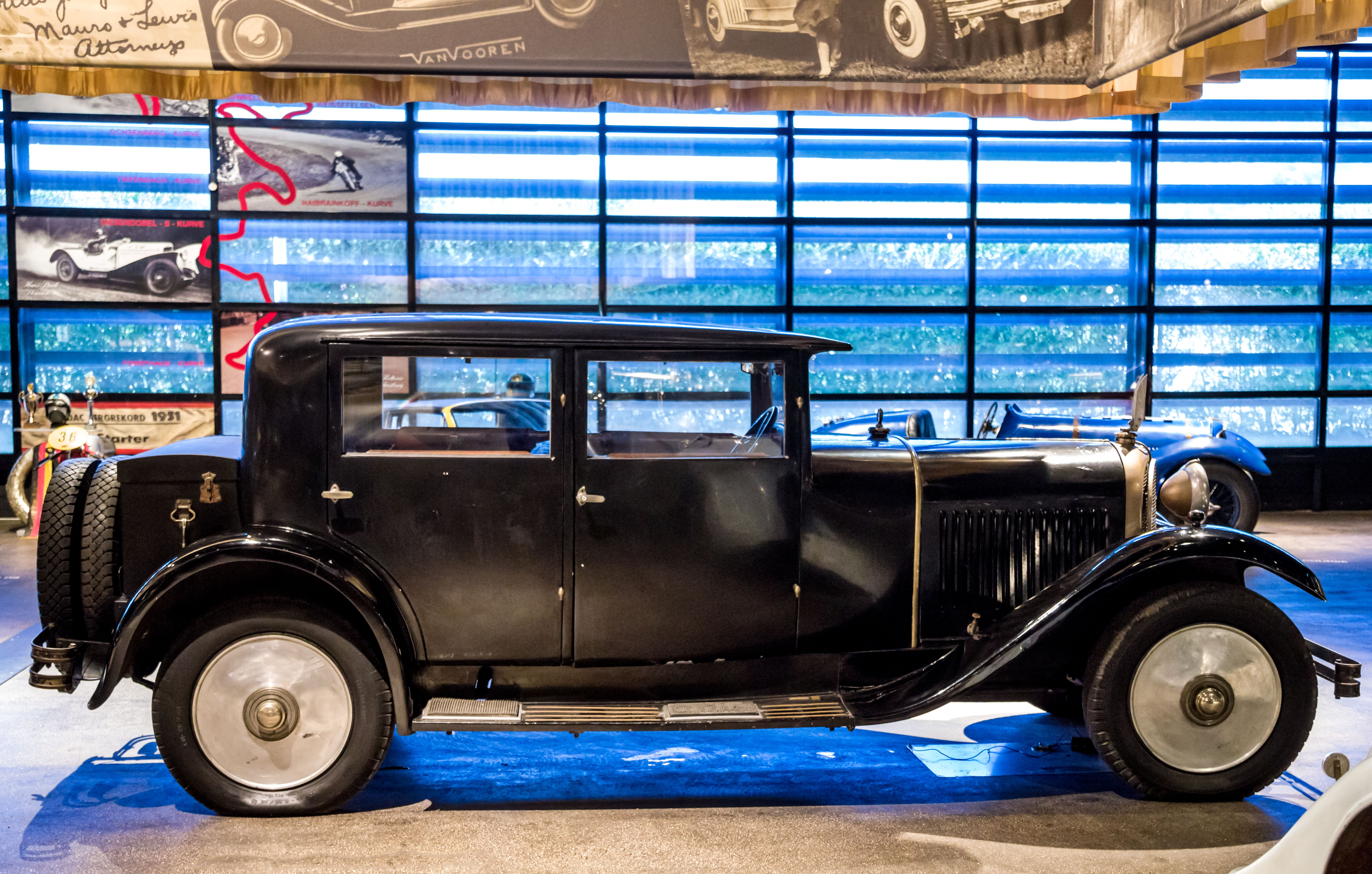
Avions Voisin C11 (1928)
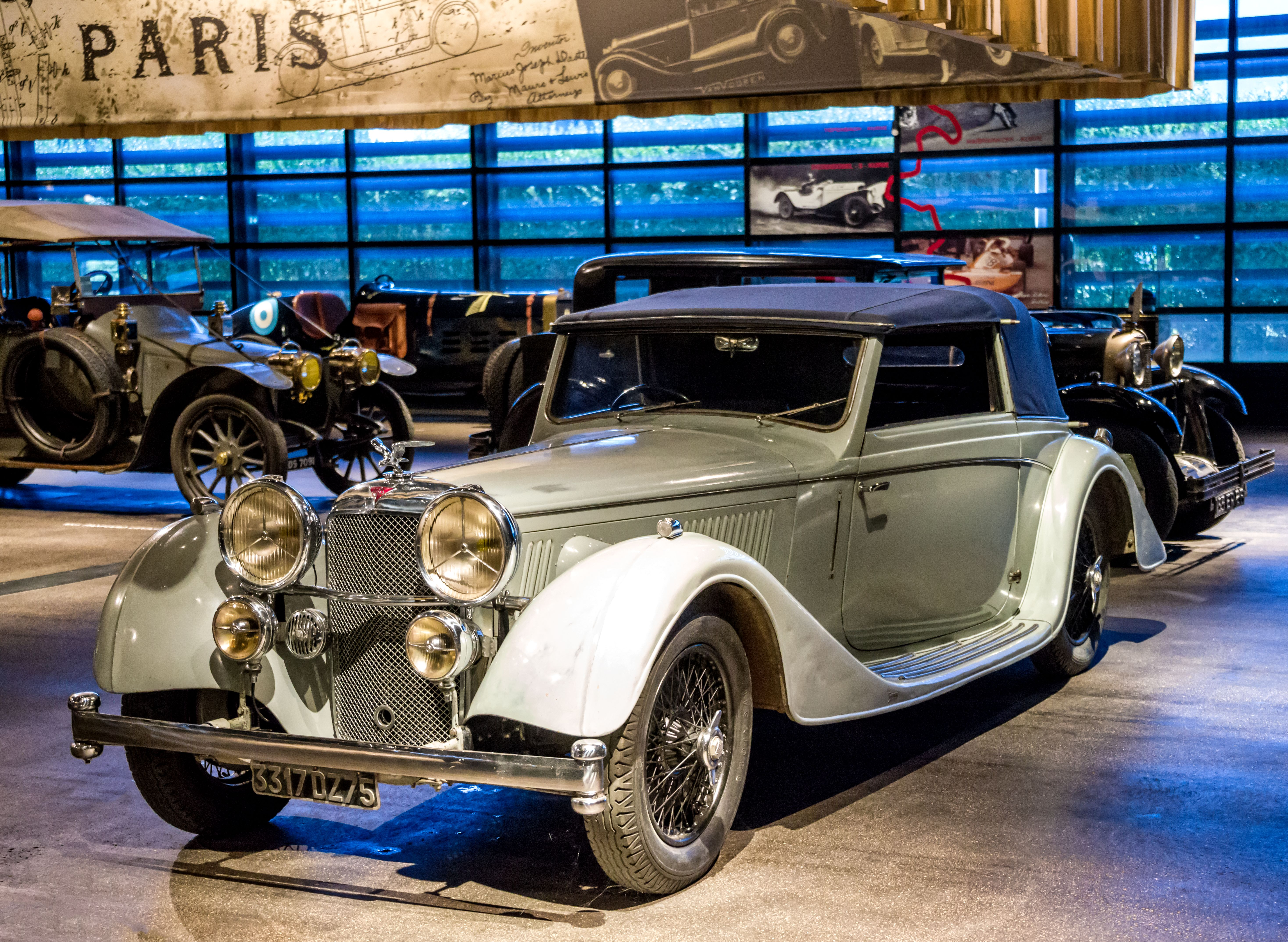
Alvis Speed 20 SD Cabriolet (1935)
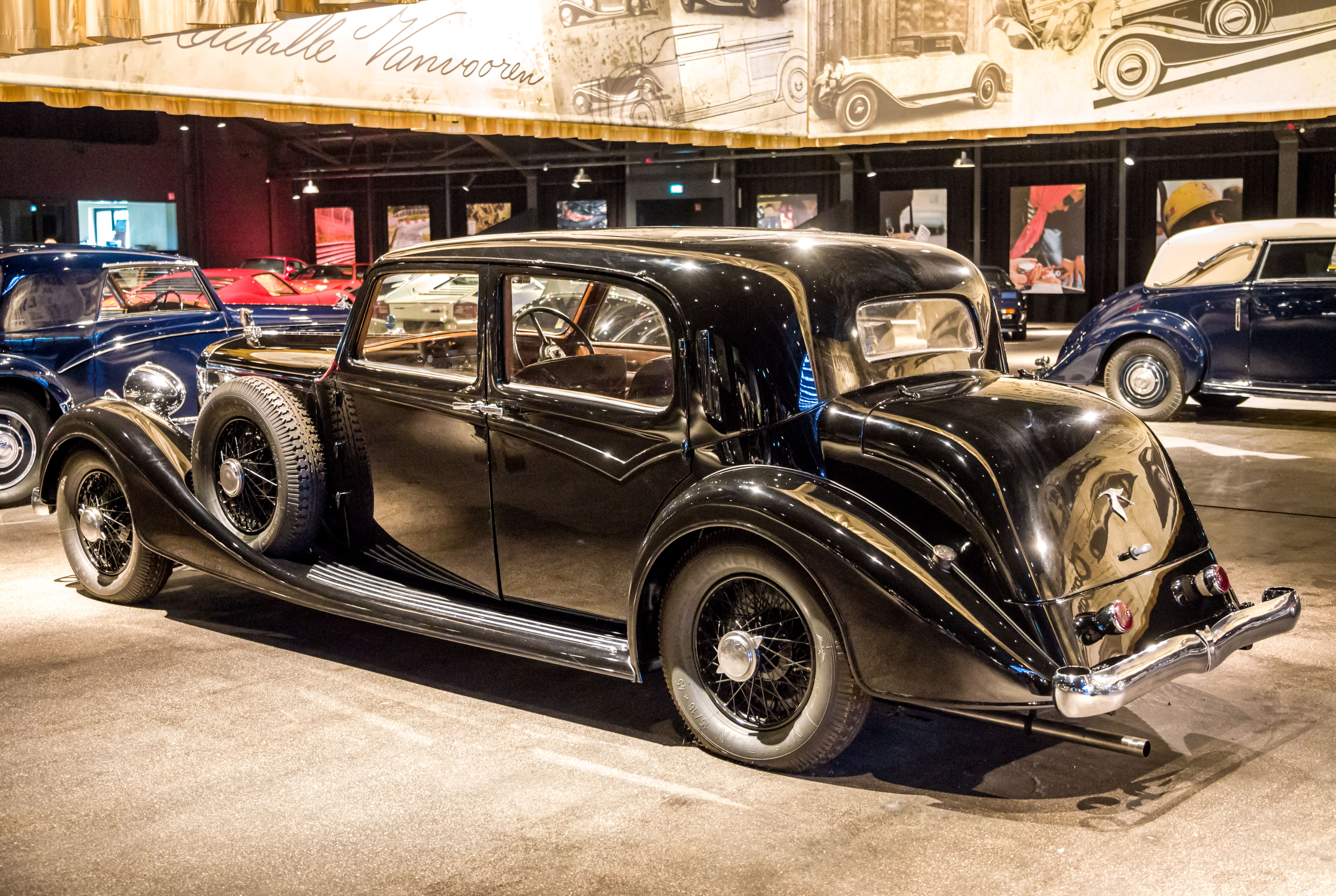
Hispano-Suiza K 6 Berline (1937)
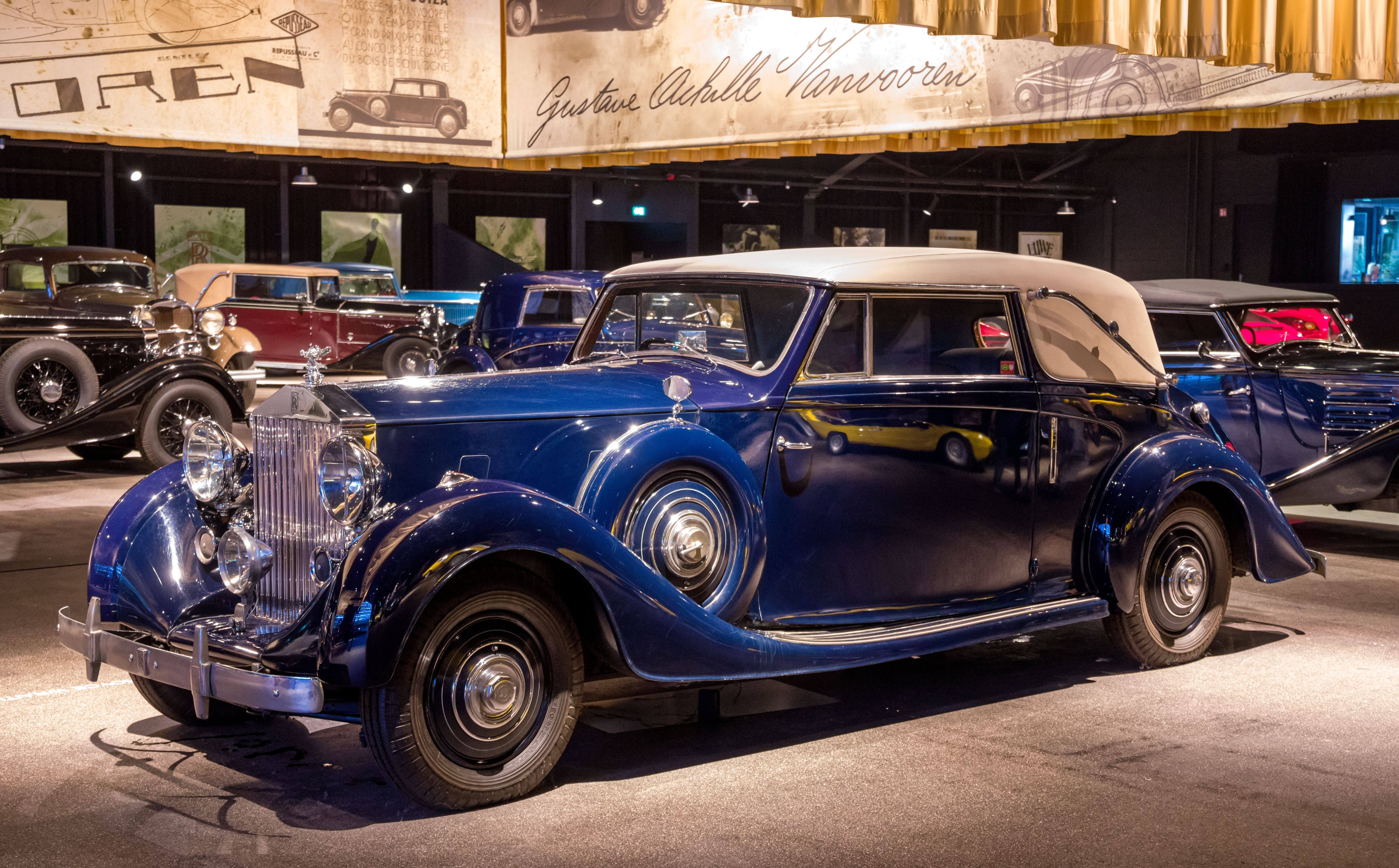
Rolls-Royce Wraith Faux Cabriolet (1939)
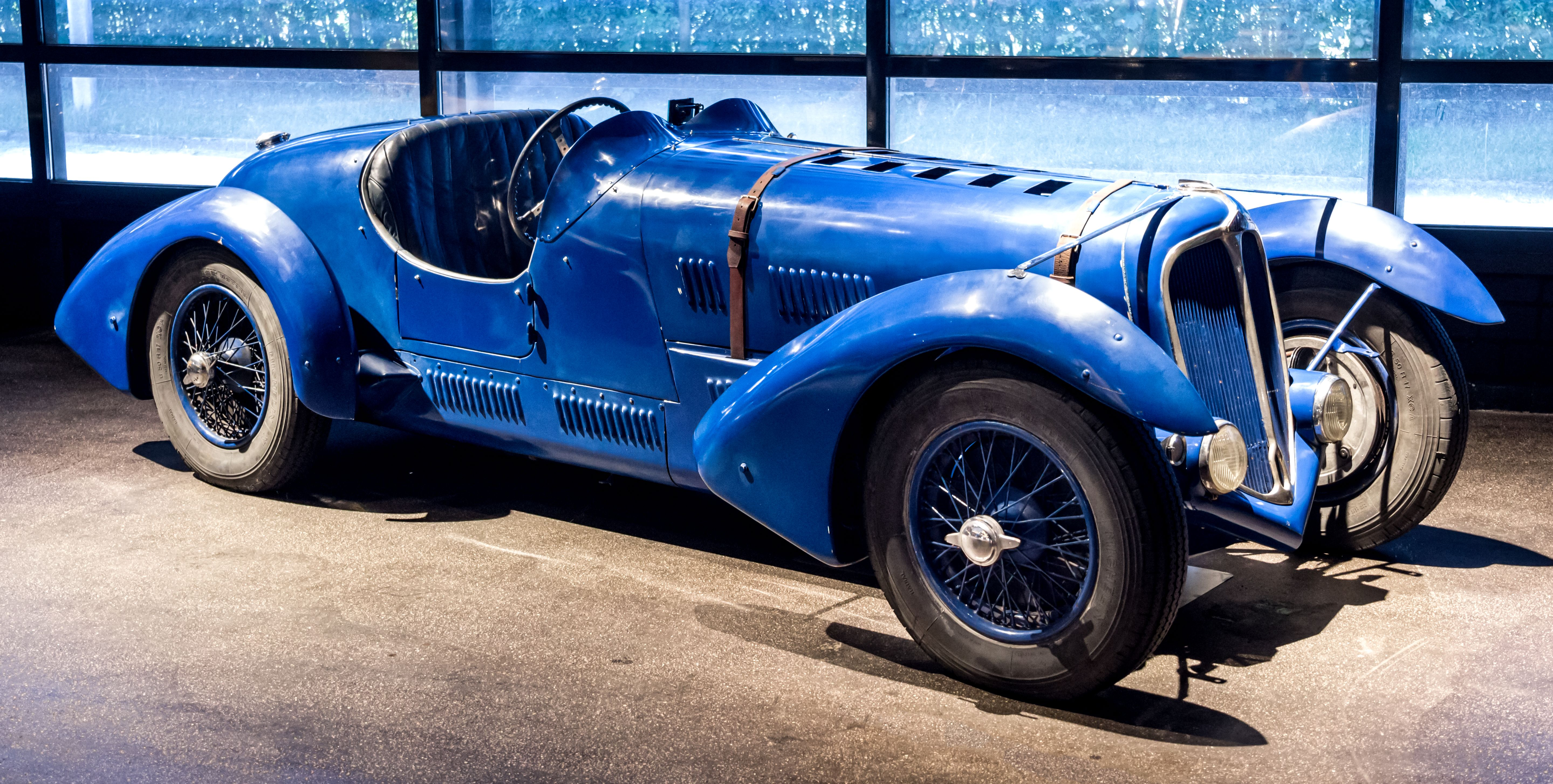
Delahaye Type 135 MS Course (1948)

Ein LuWe-Motorrad von 1931. Dieses Ausstellungsstück zeigte, dass es auch in Freiburg eine Automobil- und Motorradindustrie gegeben hat.
Liste der weiteren Ausstellungsstücke Stand August 2016.
- 1918/1928 Curtiss-Frazer-Nash Motor Curtiss OX-5 von 1918, Fahrgestell Frazer-Nash 1928
- 1926 Bugatti Typ 35A Grand Prix
- 1928 Brennabor ASK
- 1931 Rolls-Royce 20/25 HP Sportsmans Coupé
- 1932 Lagonda 16/80 Roadster
- 1932 Lancia Astura Serie 2 Cabriolet (Pinin Farina)
- 1932 Lincoln KA Eight Coupe by Murray
- 1934 Sunbeam 25 - rolling chassis
- 1934 Sunbeam Speed 20 Monte Carlo
- 1936 Mercedes-Benz 230 (W21)
- 1937 Horch 853 Sport Cabriolet, unrestaurierter Originalzustand mit durchgehend dokumentierter Geschichte und fahrbereit, Erstauslieferung an Konsul Holm in Norwegen, 1945 fuhr ihn ihm Kronprinz Rudolf auf der Siegesparade in Trondheim.
- 1939 Hispano-Argentina D3 Rekordwagen
- 1950 Daimler DB 18 Empress (Hooper)
- 1950 Jaguar XK 120 OTS
- 1959 Chevrolet Corvette C1 Cabriolet
- 1963 Jaguar E-Type 3.8 S1 Coupé
- 1963 Jaguar E-Type 3.8 S1 Roadster
- 1967 Chevrolet Corvette C2 Cabriolet
- 1970 Porsche 914/6 GT Gr.4 Werksrennwagen